# Čivčije Bukovičke
Čivčije Bukovičke (cyr. Чивчије Буковичке) – wieś w Bośni i Hercegowinie, w Republice Serbskiej, w mieście Doboj. W 2013 roku liczyła 658 mieszkańców.